# Mirto Davoine
Mirto Lenin Davoine (ur. 13 lutego 1933 w Montevideo) – piłkarz urugwajski noszący przydomek Pelado, obrońca.
Jako piłkarz klubu CA Peñarol znalazł się w reprezentacji Urugwaju podczas finałów mistrzostw świata w 1954 roku. Urugwaj zajął wówczas 4. miejsce, jednak Davoine nie wystąpił w żadnym z meczów.
Grając w Peñarolu trzykrotnie zdobył mistrzostwo Urugwaju - w 1949, 1953 i 1954.